# إيناس الجوادي
إيناس الجوادي (15 سبتمبر 1989) لاعبة كرة يد تونسية.

## مواضيع ذات صلة
منتخب تونس لكرة اليد للسيدات